# Carrozzeria Allemano
Die Carrozzeria Allemano war ein italienischer Karosseriehersteller, der im Kundenauftrag Sonderaufbauten für überwiegend italienische Fahrgestelle produzierte. Besondere Bekanntheit erlangte das Unternehmen für seine Ausführungen des Maserati 5000 GT.

## Unternehmensgeschichte
Die Carrozzeria Allemano geht auf das Jahr 1927 zurück. Damals hatte Serafino zusammen mit Mario Tricò eine Werkstatt unter der Bezeichnung Allemano e Tricò gegründet, die sich in erster Linie mit der Reparatur von Automobilen beschäftigte. Als Tricò 1929 ausschied, firmierte der Betrieb in Carrozzeria Allemano um. In den ersten Jahren war der Betrieb weiterhin eine reine Reparaturwerkstatt. Ab 1935 gestaltete Serafino Allemano aber seine ersten Automobilkarosserien, die im eigenen Betrieb aufgebaut wurden.
Die Fahrgestelle kamen überwiegend von Fiat und Lancia. Während des Zweiten Weltkriegs kam die Produktion von Karosserien für zivile Fahrzeuge zum Erliegen. Ab 1950 nahm Allemano, nun unterstützt durch seinen Neffen Mario, den Betrieb wieder auf. Den überwiegenden Teil der Karosserien entwarf Allemano selbst; einige Aufbauten wurden aber auch von Giovanni Michelotti gestaltet. Aufgrund der Zunahme selbsttragender Karosserien wurde es in den frühen 1960er-Jahren immer schwerer, in profitabler Weise Sonderaufbauten für exklusive Automobile herzustellen. Hinzu kam ein Personalverlust. Allemanos erfahrener Werkstattleiter Roberto Vece verließ das Unternehmen 1961, um zusammen mit Giuseppe Grosso das Karosseriebauunternehmen Grosso e Vece zu gründen. Im Laufe des Jahres 1965 stellte Allemano den Karosseriebaubetrieb ein.

## Fahrzeuge mit Allemano-Karosserien

### Karosserien für Fiat
Für Fiat entstanden bei Allemano zahlreiche Coupé- und Cabrioaufbauten für die Modelle 600, Fiat 850 und 1100. Drei Fiat 1100TV Spider wurden nach Entwürfen von Michelotti bei Allemano aufgebaut. Daneben baute Allemano einige Sonderkarosserien für Abarth, hier insbesondere für den Abarth 750, sowie für die Lancia Aurelia und den Alfa Romeo 6C 2500. Die Fahrzeuge blieben Einzelstücke oder wurden nur in kleiner Serie produziert.

### Ferrari 166

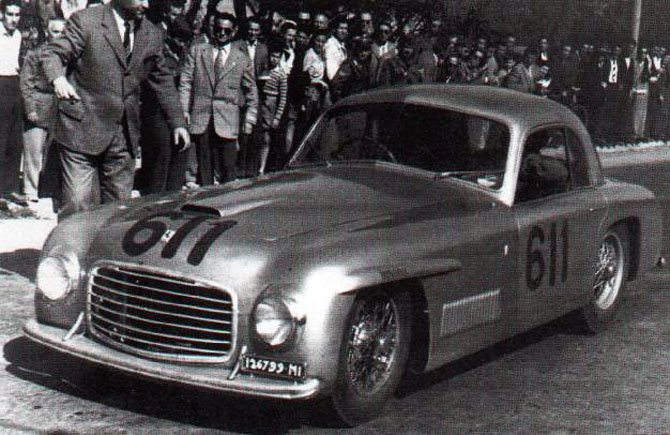
Ferrari 166 mit Allemano-Karosserie

Allemano war auch im Bereich hochwertiger Sportwagen tätig. 1948 entwarf Allemano eine Spyder-Karosserie für den Ferrari 166 Sport. Der war ein Rennsportwagen, der anfänglich mit frei stehenden Rädern ausgestattet und für die Formel-2-Einsätze der Scuderia Ferrari sowie für Sportwagenrennen konzipiert war. Zwei Exemplare erhielten einen verlängerten Radstand. Eines dieser Fahrgestelle wurde von Allemano mit einer Spyder-Karosserie im Pontonstil ausgestattet, das andere erhielt eine Coupé-Karosserie. Der Allemano-Spyder wurde anfänglich von Clemente Biondetti und Igor Trubezkoi bei Sportwagenrennen eingesetzt, später übernahmen Bruno Sterzi und Nando Righetti das Auto. 1950 wurde es von Stefano La Motta eingesetzt, der mit ihm einen tödlichen Rennunfall erlitt. Das Allemano-Auto wurde komplett zerstört und nicht wieder aufgebaut.

### Allemano und Maserati

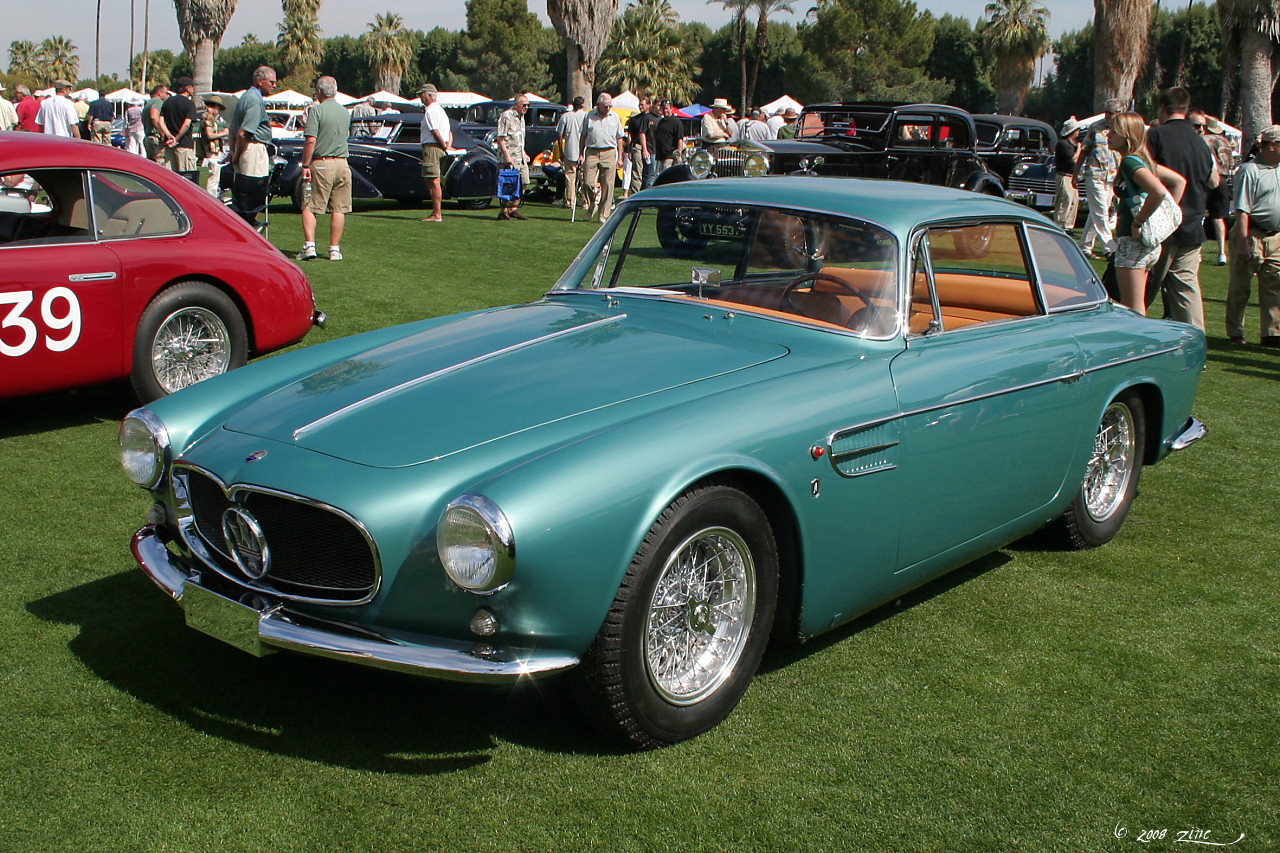
Maserati A6G/54 2000 GT mit Allemano-Karosserie (1956)

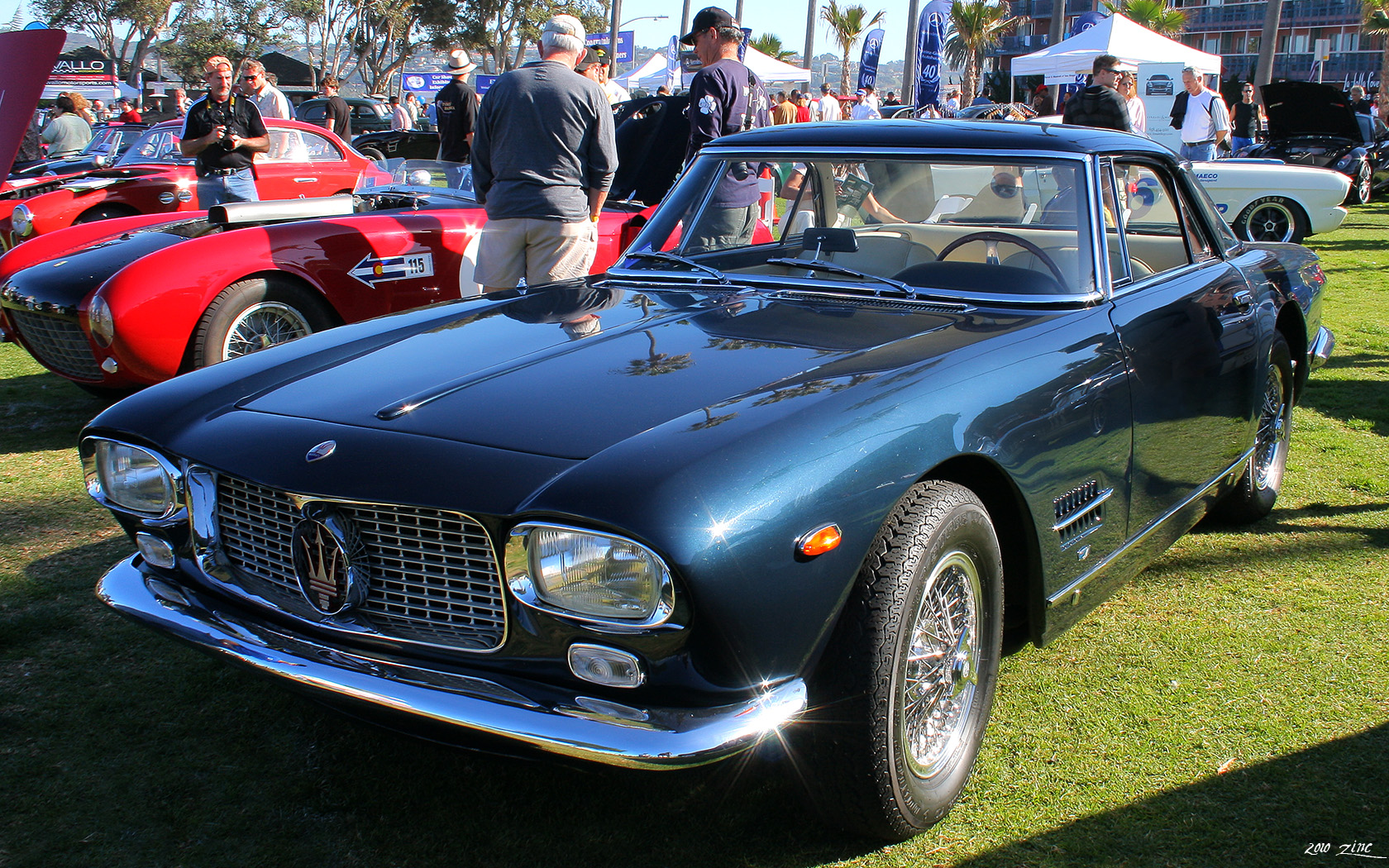
Maserati 5000 GT mit Allemano-Karosserie

Seit den frühen 1950er-Jahren karosserierte Allemano eine Reihe von Maserati-Fahrgestellen. Maserati hatte seinerzeit keine eigene Karosserieabteilung, sondern bot die Autos mit den Aufbauten unterschiedlicher Carrozziere an.
Den Anfang machte der Maserati A6G/54. Das Modell wurde mit Aufbauten von Allemano, Frua und Zagato angeboten. In Maseratis Verkaufsunterlagen wurden Fruas Spyder als Tipo A, Fruas Coupés als Tipo B, Allemanos Coupés als Tipo C und Zagatos Coupés als Tipo D bezeichnet. Im Gegensatz zu den Frua- und Zagato-Aufbauten waren Allemanos Karosserien betont konservativ. Allemanos Stufenheckcoupés sollten in erster Linie Kunden mit Interesse an luxuriösen Fahrzeugen ansprechen. Es wird allgemein davon ausgegangen, dass sich Allemanos Beitrag auf die handwerkliche Herstellung der Autos beschränkte; der Karosserieentwurf hingegen wird Giovanni Michelotti zugeschrieben. Insgesamt entstanden 21 Coupés mit Allemano-Karosserien.
Ein herausragender Sportwagen der frühen 1960er Jahre war der Maserati 5000 GT. Es handelte sich um einen Straßensportwagen, dessen 5,0 Liter großer Achtzylindermotor mit dem Triebwerk des Rennsportmodells Maserati Tipo 450S verwandt war. Das Projekt diente dem Zweck, nicht verwendete Rennsportmotoren zu nutzen und das Unternehmen Maserati in der Oberklasse zu positionieren. Insgesamt entstanden 34 Fahrgestelle des 5000 GT. Nahezu jeder namhafte italienische Carrozziere lieferte eine Karosserie für das Fahrgestell; die meisten dieser Aufbauten blieben allerdings Einzelstücke. Allemano hingegen lieferte den Großteil der Karosserien des 5000 GT. Insgesamt 22 Fahrgestelle erhielten zwischen 1961 und 1964 Aufbauten von Allemano. Nach allgemeiner Auffassung wurde das Design des Autos nicht von Serafino Allemano selbst entwickelt, sondern von Giovanni Michelotti. Allemanos Anteil beschränkte sich danach auf die handwerkliche Herstellung der Karosserien. Allemanos Maserati-Version wurde auf dem Turiner Autosalon 1961 vorgestellt; das erste Exemplar erhielt die inoffizielle Bezeichnung „Indianapolis“, die an Maseratis Siege bei den Indy 500-Rennen der Jahre 1939 und 1940 erinnern sollte. 1961 baute Allemano vier 5000 GTs, 1962 zwölf, 1963 vier und 1964 noch einmal zwei Exemplare.

### A.T.S. 2500 GT

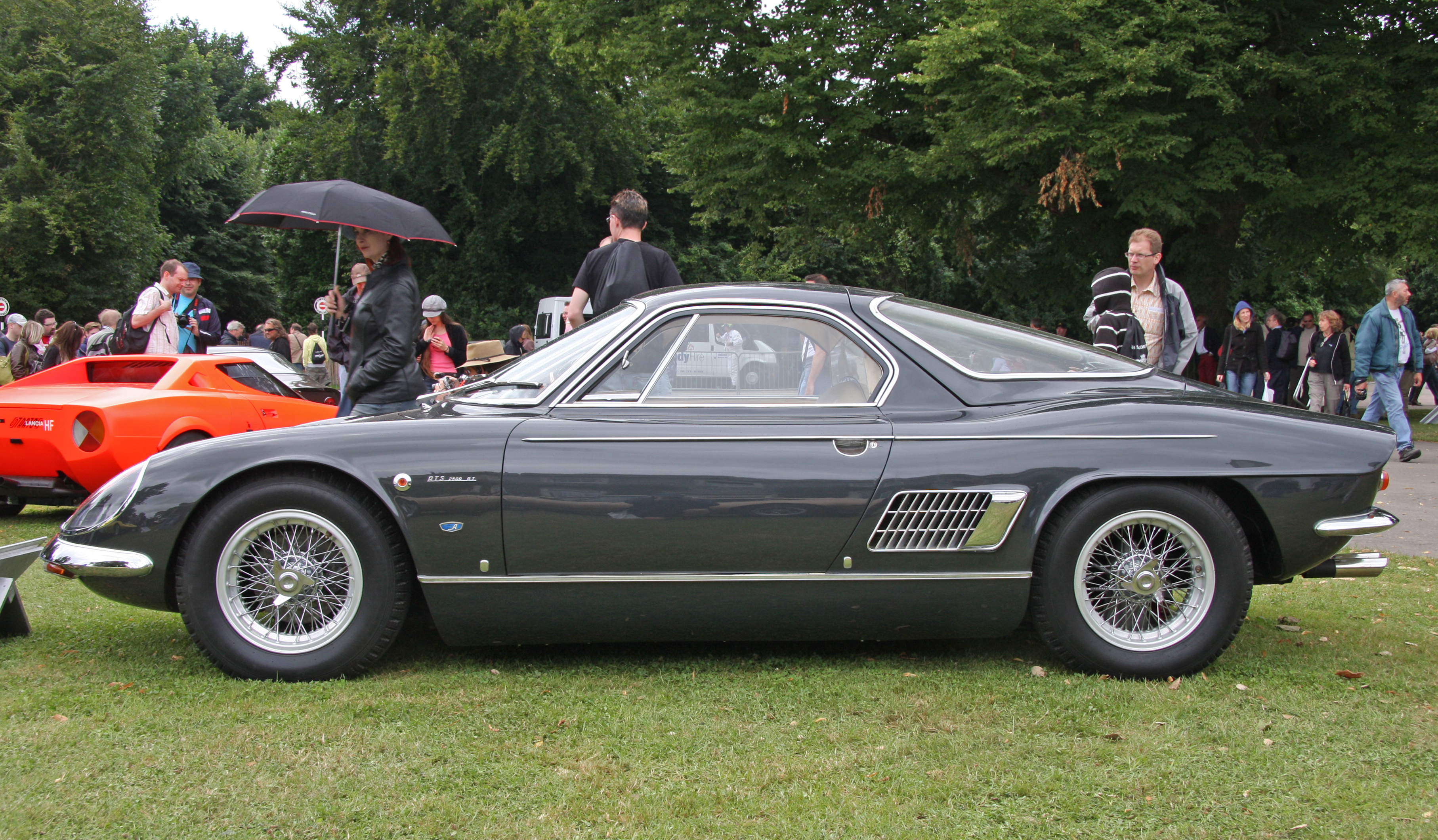
A.T.S. 2500 GT

Zu Allemanos letzten Werken gehören die Karosserien für den Sportwagen 2500 GT von Automobili Turismo e Sport (A.T.S.). Der von Carlo Chiti konstruierte GT war nach dem René Bonnet Djet von René Bonnet der weltweit zweite Straßenwagen mit Mittelmotor. Hinsichtlich des Karosseriedesigns gibt es unterschiedliche Angaben. Einige Quellen schreiben den Entwurf Giovanni Michelotti zu, zumeist wird allerdings davon ausgegangen, dass Franco Scaglione das Fahrzeug gestaltete. Insgesamt entstanden wahrscheinlich vier Exemplare des 2500 GT. Alle Aufbauten entstanden bei Allemano. Parallel dazu baute A.T.S. bis zu fünf leistungsgesteigerte Versionen mit der Bezeichnung 2500 GTS, deren Karosserie der des GT ähnelte. Auch ihre Aufbauten wurden bei Allemano hergestellt.

### Weitere Fahrzeuge

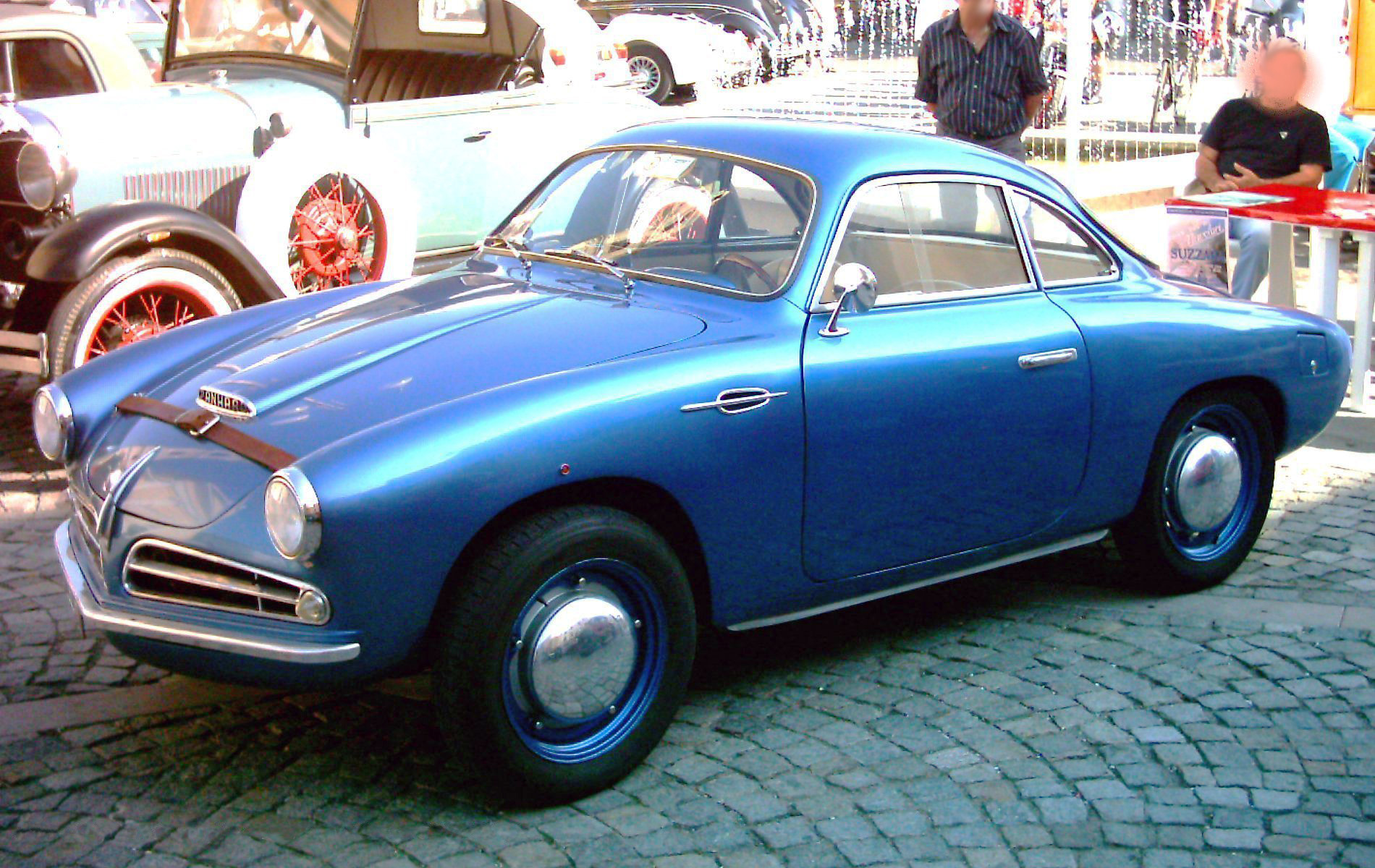
Panhard Dyna mit Allemano-Karosserie

Daneben karosserierte Allemano auf Kundenwunsch auch andere Fahrgestelle. In den 1950er Jahren baute das Unternehmen einzelne Karosserien für einen Jaguar XK 140, einen Aston Martin DB2/4 oder eine Panhard Dyna X.